# واوکس سوس اوبیگنی
واوکس سوس اوبیگنی (به فرانسوی: Vaux-sous-Aubigny) یک کامین در فرانسه است که در Canton of Prauthoy واقع شده‌است.

## خصوصیات
واوکس سوس اوبیگنی ۱۴٫۷۱ کیلومترمربع مساحت و ۷۰۵ نفر جمعیت دارد و ۲۷۵ متر بالاتر از سطح دریا واقع شده‌است.